# Oxypoda robusticornis
Oxypoda robusticornis är en skalbaggsart som beskrevs av Max Bernhauer 1907. Oxypoda robusticornis ingår i släktet Oxypoda och familjen kortvingar. Inga underarter finns listade i Catalogue of Life.